# Austromuellera trinervia
Austromuellera trinervia là một loài thực vật có hoa trong họ Quắn hoa. Loài này được C.T.White miêu tả khoa học đầu tiên năm 1930.